# 1000000000000000000
O número 1 000 000 000 000 000 000 = 1018, denominado trilião (português europeu) ou quintilhão (português brasileiro), é o número natural que corresponde à designação de "um milhão de milhões de milhões". Sua nomenclatura varia conforme seja adotada a escala longa ou a escala curta.
De acordo com o National Museum of Natural History, estima-se que a quantidade total de insetos vivos, como indivíduos, seja de 10 quintilhões, ou 1019, organizados em 30 milhões de espécies.
O número de posições diferentes que podem ser geradas com o Cubo de Rubik é da ordem de 43 quintilhões (escala curta), ou, mais precisamente, 43 252 003 274 489 860 000.
Em homeopatia, a fração de um trilionésimo (escala longa) corresponde à nona diluição.